# Ischnura chingaza
Ischnura chingaza là một loài chuồn chuồn kim trong họ Coenagrionidae.
Ischnura chingaza được miêu tả khoa học năm 2010 bởi Realpe.